# Tampégré
Tampégré est l'un des trois arrondissements de la commune de Toucountouna dans le département de l'Atacora au Bénin.

## Géographie
L'arrondissement de Tampégré est situé au nord-ouest du Bénin et compte 6 villages que sont Dikokore, Kokota, Nabaga, Tampegre, Tantougou et Wansokou.

## Démographie
Selon le recensement de la population de 2013 conduit par l'Institut national de la statistique et de l'analyse économique (INSAE), Tampégré compte 10273 habitants  .